# ESRO
ESRO er en forkortelse for European Space Research Organization (Den Europæiske Rumforskningsorganisation), der blev oprettet den 20. marts 1962 på grundlag af en traktat, der blev underskrevet den 14. juni 1962. Der var ti europæiske medlemslande: Belgien, Danmark, Frankrig, Holland, Italien, Spanien, Sverige, Schweiz, Storbritannien og Vesttyskland.
Mellem 1968 og 1972 fik ESRO opsendt syv satellitter – Iris (ESRO-2B), Aurora (ESRO-1A), HEOS-1, Boreas, HEOS-2, TD-1A og ESRO-4 med amerikanske løfteraketter.
I 1975 blev ESRO en del af ESA.

## Eksterne links
- The Encyclopedia of Astrobiology, Astronomy, and Spaceflight Arkiveret 2. juli 2017 hos  Wayback Machine
- U.S. Centennial of Flight Commission Arkiveret 30. juli 2010 hos  Wayback Machine

| Rumfart | Spire Denne artikel om rumfart er en spire som bør udbygges. Du er velkommen til at hjælpe Wikipedia ved at udvide den. |